# 河原崎辰也 いくしかないだろう!
『河原崎辰也 いくしかないだろう!』（かわはらざきたつや いくしかないだろう）は、CBCラジオで放送されているラジオ番組（音楽番組）である。2009年11月14日放送開始。

## 概要
ミュージシャンである河原崎辰也が「自分の歌で、この番組で、聴いた人の人生が変わるかもしれない」をキーワードに、様々なテーマについて真剣に熱く語っていくラジオ番組。2018年4月改編より当時CBCラジオレポートドライバーの清水藍（2019年からCBCラジオ制作部所属）がアシスタントとして加入。
当番組が始まったきっかけは、自身の楽曲をラジオで流したい河原崎から、ラジオでのCM枠の販売価格がどの程度なのか知りたいと依頼された所属事務所社長が、CBCラジオの関係者に尋ねたところ、ちょうど空いていた20分番組の枠を購入し番組をやらないかと打診を受けたことによる。

## 放送時間
いずれも日本標準時。
- 土曜 21:30 - 21:50 （2009年11月14日 - 2010年4月3日）
- 日曜 22:00 - 22:25 （2010年4月11日 - 2013年3月31日）
- 金曜 22:00 - 24:30 （2013年4月5日 - 2014年3月28日） - 移動とともに放送枠が大幅に拡大。
- 土曜 21:00 - 23:20 （2014年4月5日 - 2015年1月3日）
- 土曜 21:00 - 23:30 （2015年1月10日 - 2015年12月26日）
- 土曜 21:00 - 23:00 （2016年1月2日 - 2017年3月25日）
- 日曜 16:30 - 18:45 （2017年4月2日 - 2017年10月1日）

これ以降、CBCドラゴンズサンデー（中日ドラゴンズに関係する試合）の放送日は、試合終了後から（デーゲーム開始予定3時間後=14時開始なら17時を基準として）の短縮放送となる。ナイター開催日は、スポンサーの都合上休止できないナイター当該時間帯に放送されるスポンサー付き定時番組の時間枠変更が生じ、17:30 - 17:57の短縮版となる。雨天中止時のデーゲーム中継はフルバージョンに準じた編成、同条件のナイター中継は19時まで延長放送する（この場合でも野球中継の当該時間帯は野球中継の協賛スポンサーが提供となる。また19時以後は事前収録した予備番組をストックして放送）。
- 日曜 16:30 - 19:00 （2017年10月8日 - 2018年4月1日）
- 日曜 16:00 - 18:45 （2018年4月8日 - 2019年3月31日）
- 日曜 14:00 - 15:00 （第1部）、16:00 - 18:30 （第2部） （2019年4月7日 - 2019年9月28日）
- 日曜 16:00 - 18:30 （2019年10月5日 - 2020年9月27日）
- 日曜 16:00 - 18:00 （2020年10月4日 - 2022年3月27日）
- 日曜 16:00 - 18:30 （2022年4月3日 - 2022年9月25日）
- 日曜 16:00 - 18:00 （2022年10月2日 - 2024年4月7日）
- 日曜 16:00 - 18:30 （2024年4月14日 - 2024年9月29日）
- 日曜 16:00 - 18:15 （2024年10月6日 - ）

### 特番
- 年末年始の特別編成時は、年度により年末スペシャルもしくは新春スペシャルが放送される。
- 平日スペシャル カッパ捜索隊
  - 2025年5月29日21:00-22:00（生放送）。レギュラー放送内のコーナ「わが家のプチ都市伝説」での河童に関する投稿から派生した特番。ゲストとして民俗学の蛸島直（愛知学院大学文学部日本文化学科教授）が出演。